# Месоги
Месо̀ги (на гръцки: Μεσόγη) е село в Кипър, окръг Пафос. Според статистическата служба на Република Кипър през 2001 г. селото има 1208 жители.
Намира се на 5 км северно от Пафос.